# Tambja marbellensis
Tambja marbellensis is een slakkensoort uit de familie van de Polyceridae. De wetenschappelijke naam van de soort is voor het eerst geldig gepubliceerd in 1998 door Schick & Cervera.